# Шарк (Шахрітуський район)
Шарк (тадж. Шарқ) — село у складі Хатлонської області Таджикистану. Входить до складу джамоату Талбака Садріддінова Шахрітуського району.
Назва села перекладається як «схід», сторона горизонту.
Населення — 571 особа (2017).